# Естляндія

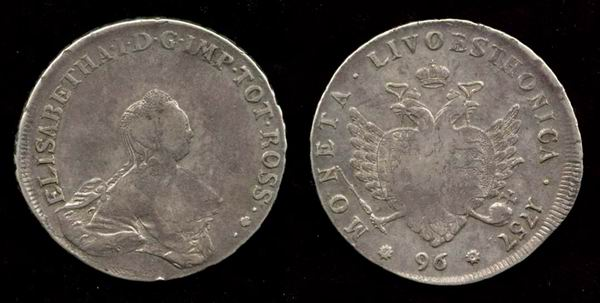
Один лівонез (96 копійок) 1757 р. Монета випущена імператрицею Єлизаветою для Ліфляндії та Естляндії

Естля́ндія (нім. Estland) — історична назва північної частини Естонії. Земля населена стародавніми естами.

## Данська Естляндія
У 12 сторіччі Данія, завдяки своєму флоту домінувала на Балтійському морі. Проте, данці потерпали від куршських, лівських та естських піратів. Тому данська корона спорядила каральні походи углиб землі естів у 1170, 1194 й 1197 роках.
Остаточне підкорення естського краю Данією сталося 1219 року. 
Новостворена данцями шляхта складалася на 80% з німецьких колоністів, 18% - з данських й 2% естів-християн.
Внутрішнє знесилення Данії та боротьба естів за підтримки зі Пскову призвело до продажу данським королем Вальдемаром IV Естляндії Лівонському ордену у 1346 році.

## Лівонска Естляндія
У 1346—1561 Естляндія була частиною Лівонського ордену та Лівонської конфедерації (з 1435 року).
У 1444-1448 роках тривала лівсько-новгородська війна. Після приєднання у 1478 році до Великого князівства Московського Новгородської республіки Москва зводить у 1492 році навпроти Нарви Івангород. 1501 року під час московсько-лівонсько-литовської війни у битві під Гельмедом недалеко від Дерпта Лівонський орден був розбитий московським військом.
Після початку Лівонської війни 1558-1582 років у 1561 році скасований Лівонський орден, а Естляндія відійшла під владу Шведської імперії.

## Шведська Естляндія
У 1559—1710 роках Естляндія була частиною Шведської імперії. У 1710 під час Північної війни 1700—1721 Швеція поступилася Естляндією Російській імперії.

## Російська Естляндія
У складі Російської імперії була виділена як Ревельска губернія, а з 1783 року, - як Естляндська губернія.
1918 року увійшла до незалежної Естонської республіки. 
Термін Естляндія вийшов з ужитку.
| Естонія | Це незавершена стаття з географії Естонії. Ви можете допомогти проєкту, виправивши або дописавши її. |